# Paczków
Paczków là một thị trấn thuộc huyện Nyski, tỉnh Opolskie ở nam Ba Lan. Thị trấn có diện tích 7 km². Đến ngày 1 tháng 1 năm 2011, dân số của thị trấn là 7911 người và mật độ 1199 người/km².